# Chorley, Wrenbury
Chorley är  en by och en civil parish i Cheshire East i Storbritannien. Den ligger i grevskapet Cheshire och riksdelen England, i den södra delen av landet, 240 km nordväst om huvudstaden London. Orten har 107 invånare (2011).